# 劇場版ポケットモンスター ダイヤモンド&パール ディアルガVSパルキアVSダークライ
『劇場版ポケットモンスター ダイヤモンド&パール ディアルガVSパルキアVSダークライ』（げきじょうばんポケットモンスター ダイヤモンドアンドパール ディアルガたいパルキアたいダークライ）は、2007年7月14日から東宝系で公開されたテレビアニメ『ポケットモンスター』の劇場版第10作の記念作品である。

## 概要
タイトルは当初『ディアルガVSパルキア』と発表されたが、後に本作で初公表となる幻のポケモン・ダークライが加わり、『ディアルガVSパルキアVSダークライ』が正式タイトルと発表される。
主役ポケモンでストーリーの鍵を握るダークライの声優には、俳優の石坂浩二が起用された。主役ポケモンの声優を特別ゲストが務めるのは、『劇場版ポケットモンスター 結晶塔の帝王 ENTEI』に登場したエンテイの声優として、俳優の竹中直人が採用されて以来である。
本作から2009年公開の『アルセウス 超克の時空へ』までの3作品は、「神々の戦い」三部作とされており、全て物語が直接つながっている。
予告CMにはピジョットに乗るサトシが登場していたがそのようなシーンは本編には存在しない。
作品の舞台となるアラモスタウンは、スペインのアンダルシア州ロンダとバルセロナがモデルである。時系列は、DPの第38話から第50話以前までである。
本編の最後に流される次回作の予告は、前作までは「来年公開決定!」など文字が出るだけのものであったが、今作では映像としてレジギガスらしき姿が次回作に登場するポケモンとして映し出された。

### 前売り券・配布ポケモンに関して
特別前売り券の販売は、4月21日から映画公開前日までであった。劇場版第10作の記念として、毎年恒例の劇場版前売り券と引き換えられるポケモンは、これまでの劇場版でメインとなったポケモン（ミュウツー・ルギア・エンテイ・セレビィ・ラティアス&ラティオス・ジラーチ・デオキシス・ミュウ&ルカリオ・マナフィ）の中から公式サイトでの事前の人気投票1位となったものが配布されることになった。その結果、1位となったデオキシスが6月23日以降に配布された（特別前売り券付属のデオキシス引換券を使い、引き換えすることが条件）。
日本映画の前売り券としては、売上最高記録となる200万枚の売上を記録し、公開前の時点で興行収入20億円突破が確定した。
また、これとは別に映画館のスクリーンではDSのワイヤレス通信（ふしぎなおくりもの）によりダークライが配布された。DSのワイヤレス通信で初めて映画に登場するポケモンが配布された作品でもある。このワイヤレス通信でダークライを最初に受け取ったのは、公式上中川翔子になっている。本編の開始前と終了後に「ダークライの受け取り方と注意」のショートアニメが上映され、そのときニャースがナビゲートした。

### 映画公開に関して
本映画と同じく7月14日に公開された『西遊記』がポケモンと同じ年齢層をターゲットにしており、上映館数もプロモーション数も圧倒的に上回っていたため苦戦を強いられるのでは、と言われていたが、公開初週の週末（7月14日〜16日）だけで『西遊記』に動員数40万人以上の差を付け堂々の1位となり（山寺宏一曰く、「負けると思っていた」らしい）、歴代シリーズで初めて日本週末興行収入1位を記録した作品となった。ダークライは新月の夜に現れるという設定だが、奇しくも公開日となった7月14日は新月であった。
映画館では入場者プレゼントとして、上述のダークライと同じ技・道具を持ったダークライのポケモンカードが配布された。また、各映画館やポケモンセンターで、歴代映画の主役ポケモンが描かれたポケモンカード「映画10周年記念プレミアムシート」が発売された。
本作からTVシリーズネット局に加え、上映映画館も「プロモーション協力」としてクレジットされた。順番はチェーンに関係なく北から南へ列挙している。
興行収入は50億2000万円。50億円を突破したのは『劇場版ポケットモンスター 幻のポケモン ルギア爆誕』（1999年）以来となり、同年の年間邦画ランキングでは2位（アニメでは1位）の成績を記録した。
今作のみタイトルテーマの曲が「今までのお馴染みの曲」（『ポケットモンスター 赤・緑』のオープニングムービーのバックBGMによく似た曲）ではなかった。
ぬりえコンテストの映像は、ピカチュウたちが歴代の同時上映短編映画の舞台で動きまわる映像である（最後はシンオウ地方の鳥瞰図をバックにして終わる）。
アメリカでは2008年2月24日にカートゥーン ネットワークで放映、台湾では2008年4月4日に「決戦時空の塔」というメインタイトルを付与されシネマ放映された。

### 2022年に再上映が決定
歴代のポケモン映画23作品の中から投票で選ばれた3作品が全国の映画館で再上映される「夏の思い出、ゲットだぜ！25周年ポケモン映画祭」が開催され、2022年6月17日から同年7月1日の間投票が実施された。7月15日放送のテレビアニメ「ポケットモンスター」内で結果が発表され、『水の都の護神 ラティアスとラティオス』（同時上映『ピカピカ星空キャンプ』）及び『七夜の願い星 ジラーチ』（同時上映『おどるポケモンひみつ基地』）と共に再上映が決まった。
それぞれ入場者プレゼントとして、ロールプレイングゲーム『ポケットモンスター ソード・シールド』にて「映画で活躍するポケモン」及び「サトシのピカチュウ」が手に入るシリアルコードと、アーケードゲーム『ポケモンメザスタ』で使えるスペシャルタグの「ピカチュウ」が数量限定で配布された。当映画では「映画で活躍するポケモン」は『ソード』では「パルキア」、『シールド』では「ディアルガ」となった。

## あらすじ
ヒカリのポケモンコンテスト挑戦のため、断崖の町・アラモスタウンを訪れたサトシたち。しかし町では、100年前の天才建築家、ゴーディにより設計された庭園が何者かに荒らされる事件が起きるなど、町全体で異変が続いていた。
犯人としてポケモン「ダークライ」が疑われるなか、町の象徴である「時空の塔」で町の異変を調査していたトニオは、ゴーディの日記に記された予言を読み、「神」と呼ばれしポケモン「ディアルガ」と「パルキア」にまつわる悪夢が町に近づいていることに気づく。
そして遂に、ディアルガとパルキアが町に現れる。2体の壮絶な戦いで町が大混乱に陥る中、人々を助けたのは、何とダークライだった。ダークライとは何者なのか。町を救う方法は有るのか。そして、とある曲は何を意味するのだろうか…。

## 登場人物・キャスト

### レギュラーキャラクター
詳細は個別記事かアニメ版ポケットモンスターの登場人物を参照。
サトシ
声 - 松本梨香
このアニメの主人公である10歳のポケモントレーナー。
タケシ
声 - うえだゆうじ
15歳のポケモンブリーダー。
ヒカリ
声 - 豊口めぐみ
もう一人の主人公であり、劇場版への出演が初となる。10歳のポケモンコーディネーター。後半でサトシと共に大活躍する。
ムサシ
声 - 林原めぐみ
ロケット団下っ端女性団員。本作ではアルベルト男爵のことを気に入り、レポーターに扮してアルベルト男爵と接触した。
コジロウ
声 - 三木眞一郎
ロケット団下っ端男性団員。本作ではディレクターに扮してアルベルト男爵と接触した。
ニャース
声 - 犬山イヌコ
ロケット団所属のポケモン。人間の言葉を話せる。本作ではカメラマンに扮してアルベルト男爵と接触した。
サトシのポケモン
ピカチュウ
声 - 大谷育江
サトシの1番のパートナー。
ナエトル

コミック版では一コマのみ登場。
エイパム
声 - 伊東みやこ
ムクバード
声 - 古島清孝

ヒカリのポケモン
ヒカリと同様、劇場版への登場が初となる。
ポッチャマ
声 - 小桜エツ子
ヒカリの最初のポケモン。本作ではまだモンスターボールに入れられており、キャストクレジットでも他のポケモンたちと一緒にされる。
ミミロル
声 - 川上とも子
パチリス
声 - 西村ちなみ
ブイゼル

タケシのポケモン
グレッグル
声 - 小西克幸
かわらわりでディアルガのりゅうせいぐんの流れ玉を一玉打ち消した。
ウソッキー
声 - 阪口大助
ピンプク

ムサシのポケモン
ソーナンス

ジョーイ
声 - 井上喜久子
ナレーション
声 - 石塚運昇

### ゲストキャラクター
アリス
声 - 加藤ローサ（特別出演）、能登麻美子（幼少時代）
本作のゲストヒロイン。アラモスタウンの学校で音楽を学ぶかたわら、気球で町のガイドもしている女性。手持ちポケモンはヒコザル。アルベルト男爵から結婚を申し込まれているが、本人はトニオのことが気になる様子。
『アルセウス 超克の時空へ』のエンディングにも登場。
トニオ
声 - 山本耕史（特別出演）
科学者の青年。ゴーディの日記に記された予言を手がかりに、町全体で起こる異変を研究していた。研究に熱中すると周りが見えなくなる。アリスとは幼馴染。
『アルセウス 超克の時空へ』のエンディングにも登場。
使用ポケモン
フワライド

アラモスタウンの観測に利用している。

アルベルト男爵
声 - 山寺宏一（特別出演）
アリスを度々口説く男。悪い噂が絶えないダークライやアリスと一緒にいるトニオを目の敵にしている。ロケット団からは「ベロベルト男爵」と呼ばれ、その度に「私はアルベルトだ」と突っ込む。その後、ダークライの悪夢によって本当にベロベルトの姿になってしまう。
『アルセウス 超克の時空へ』のエンディング、『劇場版ポケットモンスター キミにきめた!』のワンカットで後ろ姿で登場している。
手持ちポケモン
ベロベルト

ダイ
声 - 秋山竜次（ロバート）（特別出演）
コンテスト参加のためアラモスタウンを訪れたトレーナー。
手持ちポケモン
エンペルト

カツミ
声 - 山本博（ロバート）（特別出演）
コンテスト参加のためアラモスタウンを訪れたトレーナー。
手持ちポケモン
ドダイトス
声 - 馬場裕之（ロバート）（特別出演）

マキ
声 - 中川翔子（特別出演）
コンテスト参加のためアラモスタウンを訪れたトレーナー。コンテストではヒカリのポッチャマを破り優勝。
手持ちポケモン
ゴウカザル
ドンカラス
声 - 逢坂力

アリシア
声 - 鈴鹿千春
アリスの祖母。アリスに「草笛の曲」を教えた。幼い頃、庭園で傷ついたダークライに出会った。ゴーディとは知り合いである模様。
ゴーディ
声 - 三宅健太
有名な建築家。トニオの曾祖父。アラモスタウンを象徴する「時空の塔」や庭園などを手がけた。

### ゲストポケモン
ダークライ
声 - 石坂浩二（特別出演）
アラモスタウンに住むポケモン。特性「ナイトメア」の効果で住人やポケモン達に悪夢を見せてしまうため、町では嫌われていたが、それは町からパルキアを追い出そうとした結果であり、ダークライに悪気はない。物語の終盤で町を守るため、ディアルガとパルキアの攻撃の衝突を防ごうとしたが、返り討ちに遭い消滅した。しかし、事件の収束後にパルキアが街を復活させたため、それと同時に生き返った。
ディアルガ
神話の中で時を司る神と呼ばれるポケモン。時空の狭間でパルキアと激しく戦い、逃亡したパルキアを追って自らもアラモスタウンに出現する。鳴き声のみで人語を話さない。
パルキア
神話の中で空間を司る神と呼ばれるポケモン。時空の狭間におけるディアルガとの戦いで肩に傷を負い、アラモスタウンへ逃亡する。ディアルガと同じ、鳴き声のみで人語を話さない。

## スタッフ
- 原案 - 田尻智、増田順一、杉森健
- アニメーション監修 - 小田部羊一
- エグゼクティブプロデューサー - 久保雅一、伊藤憲二郎
- プロデューサー - 吉川兆二、深沢幹彦、岡本順哉、盛武源
- アニメーションプロデューサー - 奥野敏聡、神田修吉
- アソシエイトプロデューサー - 川原章三、岩田圭介、山内克仁、野本岳志、山下善久、弓矢政法、紀伊高明
- アシスタントプロデューサー - 島村優子、福田剛士、山本慎二、下平聡士、叶田睦子、松山進
- 脚本 - 園田英樹
- 絵コンテ協力 - 志村錠児、木村哲、高橋ナオヒト、浅田裕二
- 演出 - 飯島正勝、吉川博明、徳本善信、高橋ナオヒト、浅田裕二
- キャラクターデザイン - 毛利和昭、山田俊也
- デザインワークス - 石本剛啓、田中俊成、近永健一、伊藤和巳、井ノ上ユウ子、一石小百合、松原徳弘、田口広一
- 総作画監督 - 毛利和昭、佐藤和巳
- 作画監督 - 井ノ上ユウ子、相澤昌弘、松本卓也、佐藤陵、高橋英吉、志村隆行、宮中明、田口広一、堺美和、田島功光
- 色彩設計 - 佐藤美由紀、吉野記通
- 美術監督 - 秋葉みのる
- 撮影監督 - 水谷貴哉
- 2Dコンポジットディレクター（撮影監督） - 池田新助
- CGI監督 - 佐藤誠
- CGIプロデューサー - 坂美佐子
- 音楽 - 宮崎慎二
- 音楽プロデューサー - 篠原一雄、齋藤裕二
- 音響監督 - 三間雅文
- 音響プロデューサー - 南沢道義、西名武
- 制作担当 - 小板橋司
- 設定制作 - 新田典生
- 制作 - 小学館プロダクション
- アニメーション制作 - OLM Team Koitabashi
- 監督・絵コンテ - 湯山邦彦
- 製作 - ピカチュウプロジェクト（The Pokémon Company、小学館、テレビ東京、メディアファクトリー、タカラトミー、ジェイアール東日本企画、OLM、小学館プロダクション）

## 主題歌
オープニングテーマ「Together2007」
作詞 - D&Pプロジェクト / 作曲 - Rie、編曲 - 西脇辰弥 / 歌 - あきよしふみえ（ピカチュウレコード）
エンディングテーマ「ビー・ウィズ・ユー〜いつもそばに〜」
作詞・作曲 - Espen Lind, Amund Biorklund, Magnus Rostadmo / 歌 - サラ・ブライトマン（EMIミュージック・ジャパン）
クレジット上はサラ・ブライトマンの楽曲になっているが、実際にはクリス・トンプソンとのデュエット曲である。
歌詞が全て英語であるため、1番では日本語訳の歌詞がクレジットされる。（長編での歌詞のクレジットは本シリーズ唯一）
ぬりえコンテストテーマ「夏でSUKA?」
作詞 - NATUS-BOY / 作曲・編曲 - たなかひろかず / 演奏&コーラス - 浅草ジンタ&ポケモンKIDS2007 / 歌 - グリン

## 映像ソフト化
- 本編のDVDは、2007年12月21日発売。

## コミック版
『月刊コロコロコミック』4月号から7月号にかけて、鷹岬諒による漫画が連載された。

## 受賞歴
- 第25回ゴールデングロス賞 日本映画部門 優秀銀賞[9]